# ペシュト

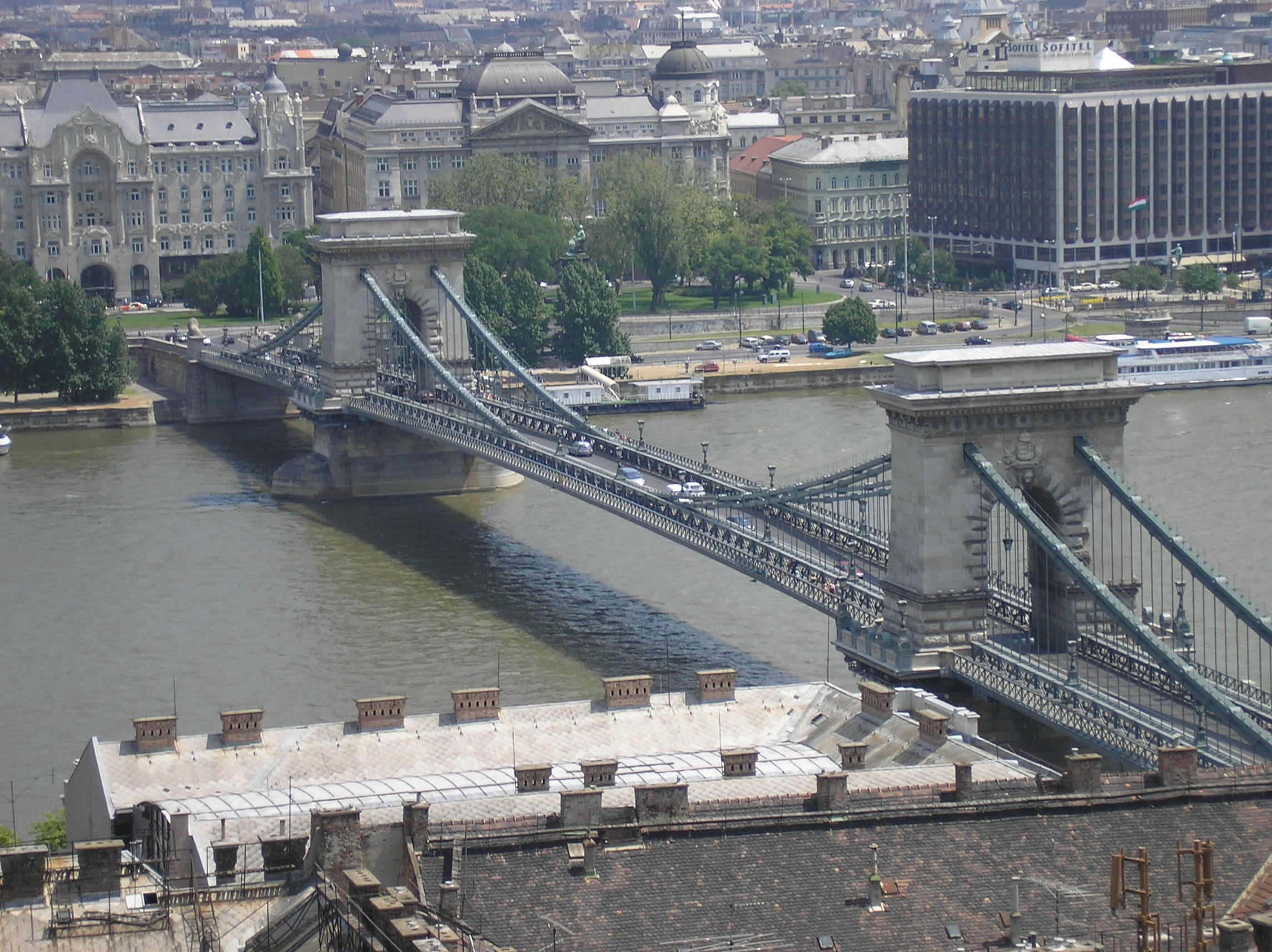
セーチェーニ鎖橋

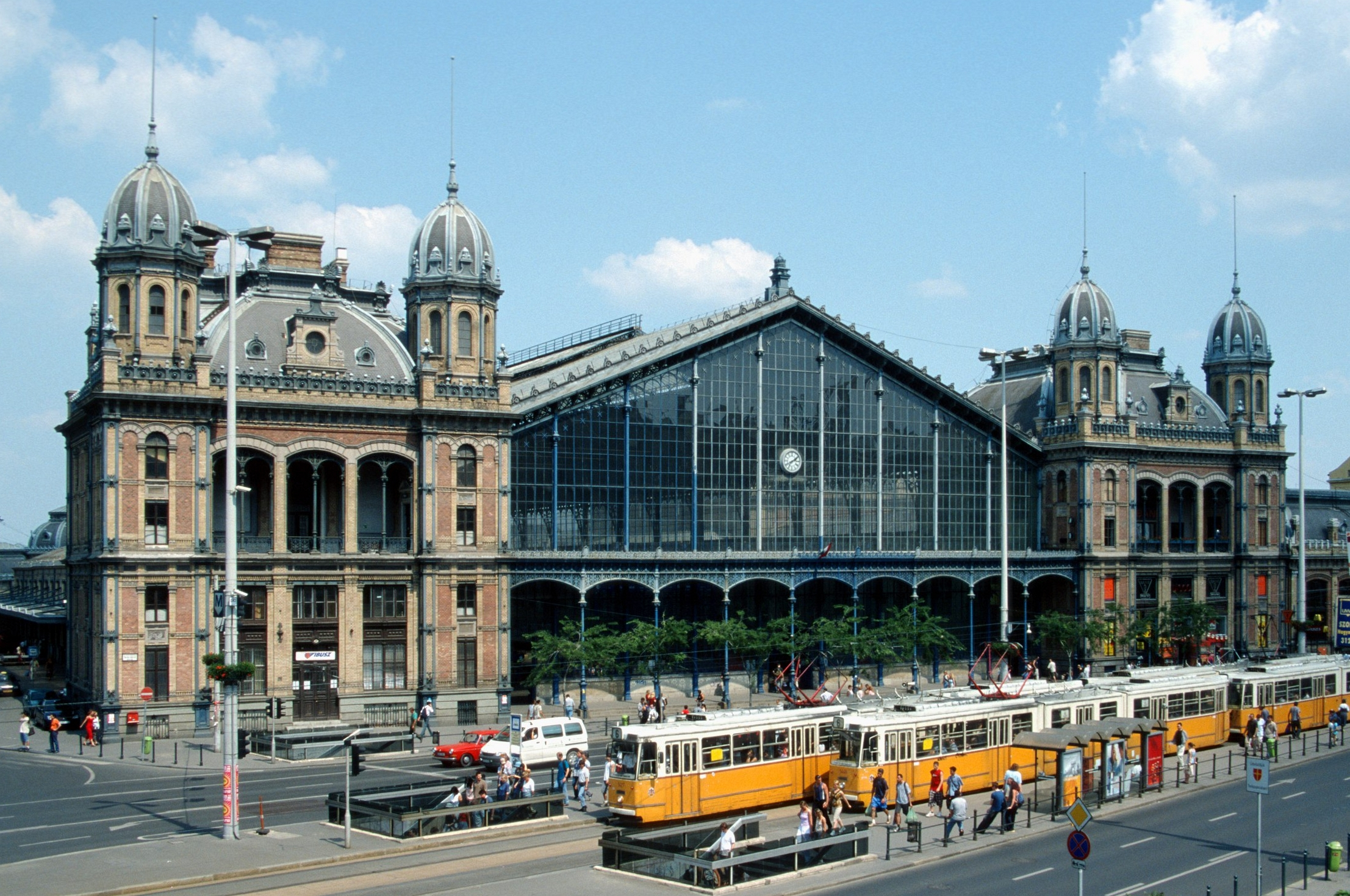
ブダペスト西駅

ペシュト（Pest）は、ハンガリーの中央部に位置する都市。ドナウ川左岸（東岸）に位置し、対岸のブダと対になって発展した。ドイツ語ではペスト（Pesth）と呼ばれた。

## 概略
ローマ帝国の属州パンノニア時代に、都市コントラ・アクインクムとして建設された（ブダ北部に造られた都市アクインクムがパンノニアの中心であった）。中世には王国自由都市。対岸のブダが軍事・政治的要衝であったのに対し、ペシュトは経済的な拠点であった。
ハプスブルク君主国（オーストリア）の支配が安定した18世紀中頃から、丘の上に位置するブダに対して、平野部に位置し拡大しやすいペシュトの重要性が増大し、1848年革命の際に、ポジョニ（ブラチスラヴァ）からペシュトに首都が移された。この頃にはすでに、ブダとペシュトは、ペシュト＝ブダとして一体として認識されていた。首都が移された19世紀頃まで、ドナウ川の氾濫によって、ペシュトの街はたびたび水没していた。
1873年11月17日に、ブダとペシュトとブダ北部の町オーブダが合併し、ブダペストが成立した。
現在でも、ハンガリーでは、ブダペスト全体をさして「ペシュト」と呼ぶことが多い（対して「ブダ」はブダペストのドナウ川右岸部分しか指さない）。